# پایگاه آبی ویل
 پایگاه آبی ویل (به انگلیسی: North Whale Seaplane Base) یک فرودگاه همگانی بهره‌برداری هوایی با کد یاتا WWP است که یک باند فرود آب دارد و طول باند آن ۳۰۴۸ متر است. این فرودگاه در کشور ایالات متحده آمریکا قرار دارد و در ارتفاع ۰ متری از سطح دریا واقع شده است.

## شرکت‌های هواپیمایی و مقصدهای پروازی
| شرکت‌های هواپیمایی | مقصدهای پروازی            |
| ----------------- | ------------------------- |
| Taquan Air        | پایگاه آب‌نشین کچیکن هاربر |